# Machinefabriek

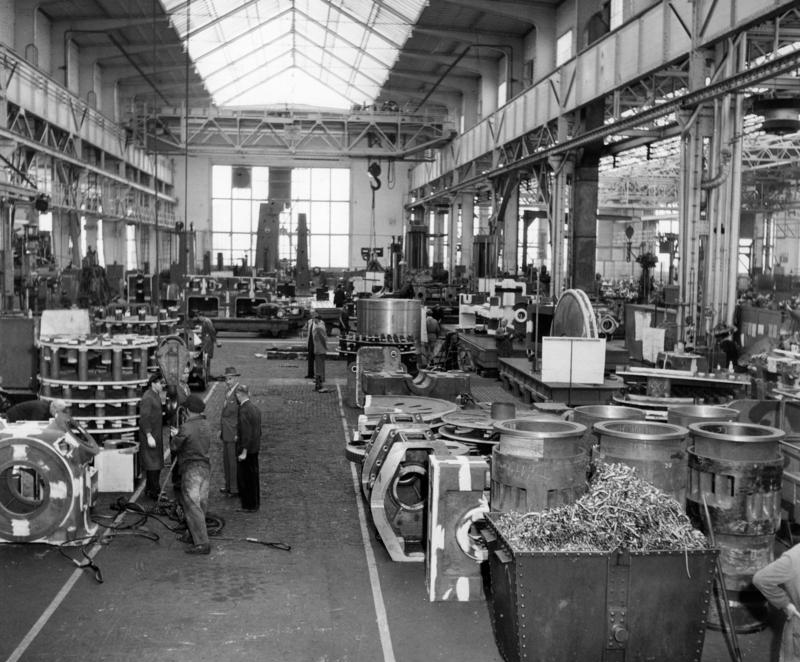
Productie van machine-onderdelen in een machinebouw bij Borsig in Berlijn, 1954.

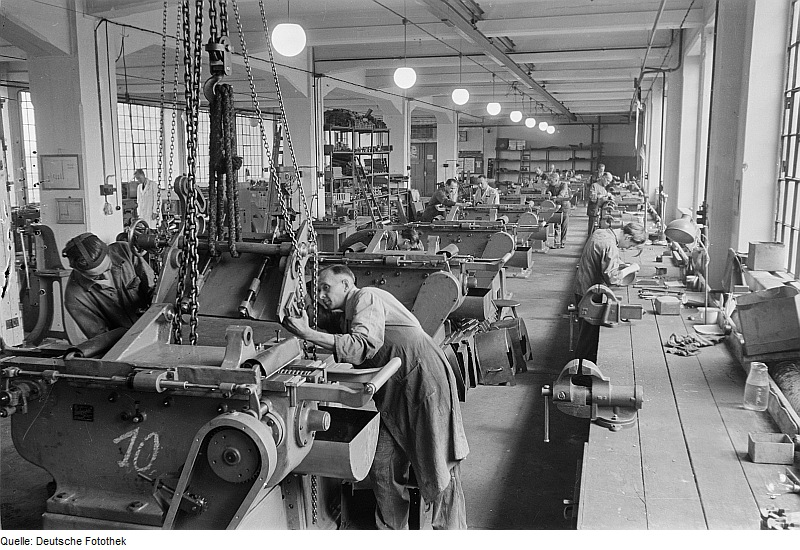
De montagehal van een Duitse machinefabriek rond 1950.

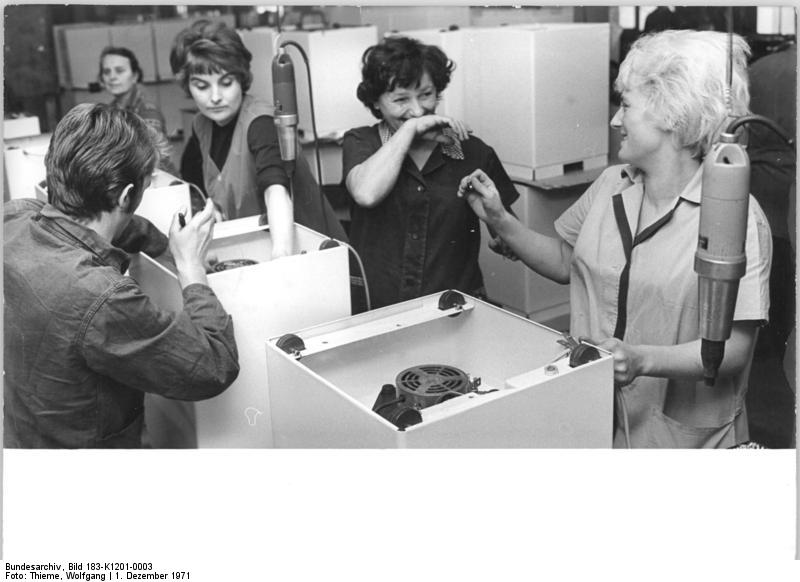
Eindmontage in machinefabriek in Karl-Marx-Stadt, 1953.

Een machinefabriek is een fabriek die machines en apparaten maakt. Deze fabrieken behoren traditioneel tot de zware industrie. Tegenwoordig noemen ook veel kleinere bedrijven zich machinefabriek, en zij behoren echter tot de lichte of middelzware metaalindustrie.

## Geschiedenis
De machine-industrie is ontstaan tijdens de industriële revolutie.,. Een deel van de bedrijven is voortgekomen uit smederijen, en uit gieterijen. De kennis was onder meer aanwezig bij slotenmakers en uurwerkmakers  Ze vervaardigen in eerste instantie complexere, samengestelde werktuigen als stoommachines en stoomketels voor de ontwikkelende industrie en voor transportmiddelen. Hiernaast werden door machinefabrieken ook productiemachines, zoals textielmachines, compressoren en landbouwwerktuigen, geproduceerd. In de 20ste eeuw behoren ook scheepsmotoren en dergelijke tot het productenpakket.
Ook tegenwoordig zijn er zeer veel bedrijven die het begrip machinefabriek in hun naam voeren. Deze bedrijven zijn in het algemeen kleiner van omvang en behoren tot de lichte of middelzware metaalindustrie. Dit type bedrijven maakt doorgaans productiemachines en apparaten. Het belang van de zware metaalbewerking is hierbij vrijwel verdwenen en dat van fijnmechaniek en elektronica is sterk toegenomen. Sommige van dit soort bedrijven bestaan al vele tientallen jaren, andere worden nog voortdurend opgericht.

## Ontstaan
Reeds lange tijd werden min of meer complexe producten ambachtelijk vervaardigd zoals sloten, uurwerken, optische instrumenten en muziekinstrumenten. Andere relevante vaardigheden waren te vinden bij ketelbouwers, smeden, bankwerkers, wagenmakers en meubelmakers. Ook bestonden er al ijzergieterijen, die onder meer kanonskogels en scheepsonderdelen produceerden. Smederijen kenden diverse specialisaties zoals hoefsmid, kachelsmid en wapensmid.
Het was de industriële revolutie die de vraag naar steeds complexere producten sterk deed toenemen.
Naast de productie van stoommachines, die vanaf 1765, dankzij de door James Watt ingevoerde verbeteringen, enigermate op gang kwam, ontstond in toenemende mate ook de vraag naar textielmachines. In 1764 werd de Spinning Jenny uitgevonden, een toestel om garen te spinnen maar nog werkend met handkracht en, evenals het spinnewiel en het weefgetouw, vrijwel geheel in hout vervaardigd. Kort daarna ontstond het door middel van waterkracht aangedreven waterframe en de Mule Jenny (1779), die in het jaar daarop al door stoomkracht kon worden aangedreven. Ook voor het ingewikkelder weven werd door Edmund Cartwright het mechanisch weefgetouw uitgevonden, dat vanaf 1785 ingang vond in de industrie en geleidelijk verbeterd werd. Om de precisie en productiesnelheid te vergroten kregen deze machines -in plaats van houten- ook steeds meer metalen onderdelen.
Aanvankelijk werden verbeteringen aan de textielmachines uitgedacht in werkplaatsen die aan de textielbedrijven zelf verbonden waren. Later ontstonden zelfstandige werkplaatsen, de voorlopers van machinefabrieken. De eerste grootschalige machinefabriek was wel die van Boulton and Watt, die in 1775 werd opgericht en welke stoommachines vervaardigde. Andere Britse uitvinders en ondernemers in de machinebouw eind 18e en begin 19e eeuw waren Richard Arkwright, Joseph Bramah, Henry Maudslay, Richard Roberts, Joseph Whithworth en James Nasmyth. Naast verbeterde textielmachines werden ook steeds betere werktuigmachines ontwikkeld welke juist van pas kwamen in de machinebouw, zodat machines uiteindelijk grotendeels door machines werden vervaardigd, al kwam de menselijke ambachtsman er nog veelvuldig aan te pas. Vanaf omstreeks 1840 waren de werktuigmachines zo ver ontwikkeld dat machines konden worden vervaardigd die met louter handmatige productie niet realiseerbaar zouden zijn. Rond deze tijd bracht ook de aanleg en expansie van  het spoorwegnet een grote vraag naar machines teweeg.

## België
Export van de -voornamelijk in Engeland tot stand gekomen- uitvindingen was aan strenge wetten onderhevig, vooral na 1785. Ook bekwame ambachtslieden mochten het land niet verlaten. Het waren Lieven Bauwens (omstreeks 1800) en William Cockerill (1799) die textielmachines smokkelden naar de zuidelijke Nederlanden en daarmee de katoenindustrie te Gent respectievelijk de wolindustrie te Verviers hielpen ontwikkelen. In Verviers was het de fabriek van Simonis en Biolley die profiteerde van de nieuwe uitvindingen. In 1807 begonnen James Hodson en William Cockerill jr., respectievelijk schoonzoon en zoon van William sr., een eigen onafhankelijke werkplaats, waar in 1813 ook William Watson aan werd toegevoegd.
Ook William Cockerill sr. begon in 1807 een eigen textielfabriek in Luik en vervaardigde daarvoor zijn textielmachines, waar ambachtslieden als meubelmakers, slotenmakers, smeden en vijlers te werk werden gesteld. Deze machinefabriek werd in 1813 overgenomen door zonen John Cockerill en James Cockerill. Dezen begonnen in 1815 ook met de productie van stoommachines en in 1817 werd de basis gelegd voor een zeer groot geïntegreerd staalbedrijf te Seraing, dat in 1842 verderging onder de naam: Société anonyme John Cockerill. Dit bedrijf leverde onder andere aan het sterk expanderende Belgische spoorwegnet.

## Machinefabrieken in Nederland tot 1890[3]
Omdat Nederland – evenals België – van 1814 tot 1830 deel uitmaakte van het Verenigd Koninkrijk der Nederlanden vonden de ontwikkelingen in Gent en Verviers ook in deze staat plaats. De afscheiding van België leidde tot verlies van technische kennis en praktische ervaring voor Nederland. De concentratie van de metaalindustrie in België was onder meer het gevolg van de aanwezigheid aldaar van steenkool en ijzererts. Verdere remmende factoren in Nederland voor de machinebouw waren de brede toepassing van windkracht en de ruime toepassing van handarbeid in de textielindustrie.
Een van de eerste machinefabrieken in Nederland was het in 1825 opgerichte Etablissement Fijenoord, dat vanaf 1826 ook stoomketels en scheepsonderdelen vervaardigde. Ook de Fabriek van Stoom- en Andere Werktuigen (een voorloper van Werkspoor) ontstond in 1826. Deze was gevestigd in Amsterdam en aanvankelijk aan de scheepvaart gelieerd. Ook werden stoommachines en werktuigen voor de suikerindustrie vervaardigd. In 1836 kwam de Koninklijke Nederlandsche Grofsmederij tot stand. Ook bij dit bedrijf speelde scheepvaart een rol: ankers en ankerkettingen behoorden tot de producten, later echter ook stoommachines. In 1838 richtte Christiaan Verveer, een ex-werknemer van de Cockerill-fabrieken, te Amsterdam een fabriek van stoommachines op. Naast locomotieven werden hier ook stoommachines voor gemalen gebouwd.
ijzergieterijen gingen zich ook op de machinebouw toeleggen: Nederburgh Nering Bögel & Co., dat al sinds 1756 bestond.Verder werd de in 1834 opgerichte Leidse ijzergieterij D.A. Schretlen & Co actief.; de werf van J. & K. Smit te Kinderdijk (1847); machinefabriek Dixon & Co. te Amsterdam (1841), later De Atlas genaamd, opgericht door een Engelsman, Job Dixon, die België (Seraing) had verlaten. Tot het midden van de 19e eeuw bleef de machinebouw in Nederland vooralsnog beperkt van omvang en capaciteit. Deskundigheid kwam vaak uit het buitenland, -vooral- Groot-Brittannië. 
Ook de textielindustrie diende in Nederland weer te worden opgestart. Onder meer Thomas Ainsworth kwam na de Belgische afscheiding naar Nederland en zo ontstond de Twentse textielindustrie. Plannen voor de vervaardiging van textielmachines bestonden er ook, het Etablissement Feyenoord zou daartoe uitgebreid worden met een fabriek voor spin- en weefmachines, maar vooral de opheffing in 1842 van het uitvoerverbod voor Britse textielmachines maakte dat deze plannen slechts zeer ten dele verwerkelijkt werden.

## Groei
Vanaf het midden van de 19e eeuw versnelde de industrialisatie in Nederland en groeide de vraag naar diverse machines. Thuisarbeid in de textiel- en sigarenindustrie werd geconcentreerd in fabrieken, nieuwe industrietakken in de voedingsmiddelenindustrie (zoals bietsuiker en aardappelzetmeel) en de chemie, stoomgemalen, spoorwegen met bijbehorende infrastructuur, nutsbedrijven als gas en waterleiding kwamen tot ontwikkeling. Het aantal machinefabrieken van enige betekenis, 10 in totaal in 1850 en dan vooral geconcentreerd in Noord- en Zuid-Holland en Overijssel, nam sterk toe. In 1890 bedroeg het 111 stuks. 
Hoewel de import van machines zeer aanzienlijk bleef waren reparatiebedrijven noodzakelijk. Deze deden uiteindelijk zoveel ervaring op dat ze ook zelf machines konden vervaardigen. Smederijen die ijzeren onderdelen voor wind- en watermolens vervaardigden maakten soms de overstap naar apparatuur voor en inrichting van stoombedrijven. Ook ontstonden machinefabrieken op initiatief van geschoolde technici als ingenieurs en oud-werknemers van machinefabrieken. Zo ontstond in 1856 de Maatschappij de Maas, voorloper van de Rotterdamsche Droogdok Maatschappij. In 1865 werd Stork te Borne opgericht, dat zich oorspronkelijk vooral richtte op de inrichting van machinale textielbedrijven. In 1871 ging machinefabriek Begemann te Helmond van start, die begon als gieterij annex reparatiewerkplaats en leidde tot de fabricage van stoom- en andere werktuigen, zoals pompen. In 1885 werd in Koog aan de Zaan de machinefabriek Duyvis#Machinefabriek opgericht, die machines vervaardigde voor de voedingsmiddelenindustrie, in het bijzonder voor de (ter plaatse aanwezige) cacao- en chocoladefabrieken. In 1872 werd te Oudewater de firma De Jongh & Co. gesticht die baggermaterieel produceerde. In 1888 werd te Rotterdam de firma Löhnis opgericht. Ook hier werden scheepsmachines vervaardigd, maar ook machines voor de voedingsmiddelenindustrie, zoals de cacao- en de gist- en spiritusfabrieken. De IJzergieterij en Machinefabriek Wispelwey in Zwolle, die naast gieterijproducten ook staalconstructiewerk, steendrukpersen, hooi- en tabakspersen en onderdelen voor machines en motoren produceerde.
De Machinefabriek Breda dateert van 1855, stoomketels en stoommachines vormden hier belangrijke producten. Machinefabriek Jaffa in Utrecht ging in 1890 in productie, maar had voorgangers die teruggingen tot ongeveer 1850. Men maakte vooral inrichtingen voor gasfabrieken. In 's-Hertogenbosch was het Grasso, gestart in 1858, dat zich zou gaan specialiseren in koelcompressoren, onder meer voor de voedingsmiddelenindustrie. In 1885 werd Machinefabriek Bolnes opgericht die onder meer machines voor de scheepsbouw en lieren voor schepen bouwde.

## Machinefabrieken in Nederlands-Indië
- Machinefabriek Braat N.V. te Soerabaia
- Nederlandsch Indische Industrie N.V. te Soerabaia